# Theope foliorum
Theope foliorum är en fjärilsart som beskrevs av Bates 1868. Theope foliorum ingår i släktet Theope och familjen Riodinidae. Inga underarter finns listade i Catalogue of Life.